# Hruba Przełęcz
Hruba Przełęcz (słow. Hrubé sedlo) – szeroka przełęcz znajdująca się w północno-zachodniej grani Hrubej Turni w słowackiej części Tatr Wysokich. Hruba Przełęcz oddziela Troistą Turnię na północnym zachodzie od Hrubej Turni na południowym wschodzie. Hruba Przełęcz nie jest dostępna żadnymi znakowanymi szlakami turystycznymi, co czyni ją wyłączoną z ruchu turystycznego.
Pierwszymi turystycznymi zdobywcami siodła Hrubej Przełęczy byli zapewne Alfréd Grósz i Gyula Hefty. Przełęcz tę osiągnęli 29 sierpnia 1912 roku podczas przechodzenia północno-zachodniej grani Hrubej Turni.